# أوجيني
أوجيني دي مونتيجو (بالفرنسية: Eugénie de Montijo؛ وُلدت باسم ماريا أوجينيا إغناسيا أغوستينا دي بالا فوكس إي كيركباتريك؛ 5 مايو 1826 – 11 يوليو 1920)، كانت إمبراطورة الفرنسيين من خلال زواجها من نابليون الثالث في 30 يناير 1853، وحتى الإطاحة به في 4 سبتمبر 1870. شغلت فعليًا منصب رئيسة الدولة في فرنسا منذ 28 يوليو وحتى 4 سبتمبر 1870.
تنتمي أوجيني إلى طبقة النبلاء الإسبان البارزين، تلقت تعليمها في فرنسا وإسبانيا وإنجلترا. وبصفتها إمبراطورة، استخدمت نفوذها لدعم السياسات الاستبدادية والكنَسية، وقد جلب لها تدخلها في الشؤون السياسية انتقادات واسعة من معاصريها.
رزق نابليون وأوجيني بابن وحيد، هو لويس نابليون، الأمير الإمبراطوري (1856–1879). وبعد سقوط الإمبراطورية، انتقلت العائلة إلى المنفى في إنجلترا، حيث عاشت أوجيني بعد وفاة زوجها وابنها، وكرّست بقية حياتها لإحياء ذكراهم وذكرى الإمبراطورية الفرنسية الثانية.

## روابط خارجية
- أوجيني على موقع الموسوعة البريطانية (الإنجليزية)